# عمرو بن عثمان مکی
عمرو بن عثمان مکی که نامش را ابوعبدالله عمرو بن عثمان بن کُرَب المکی ثبت کرده‌اند از یاران ابوسعید خرّاز و از مصاحبان ابوعبدالله نباجی و یکی از استادان حسین بن منصور حلّاج بود. اصل عمرو بن عثمان مکی از یمن بود. در بیشتر منابع او را هم در تصوف صاحب اعتبار دانسته‌اند و هم در اصول؛ از این رو آورده‌اند چون در کلام وارد شد و مباحثی در این باب مطرح کرد. اهل مکه او را از این شهر بیرون کردند و وی به جده رفت و به مقام قضاوت رسید.
وی به همراه حارث محاسبی، جنید بغدادی، ابومحمد بن رُوَیم و ابوالعباس بن عطا از جمله مشایخ عرفانی، مانند ابن خفیف شیرازی، شایسته آن بودند که مقتدا و پیشوای دیگران باشند؛ زیرا آنها علم و حقایق را به هم آمیخته بودند و در شریعت و حقیقت امام به‌شمار می‌آمدند. این موضوعی که قشیری بیان می‌کند دو نکته مهم را آشکار می‌سازد؛ یکی آنکه جایگاه عمرو در تصوف قرن سوم به اندازه‌ای بلند است که مرتبه او را در حدّ مقام جنید بغدادی و حارث محاسبی قرار می‌دهند. دیگر آنکه مشی وی با مرام عارفانه جنید بغدادی سازگار و موافق بوده‌است.
او سرانجام در یکی از سالهای ۲۹۱، ۲۹۶ یا ۲۹۷ درگذشت.

## اقوال
از مطالبی که در منابع مختلف دربارهٔ او نقل کرده‌اند به خوبی روشن می‌شود که وی در سخن گفتن و بیان موضوعات عرفانی توانمند و برجسته بوده و همچنین در اصول تصوف تصنیفات زیادی داشته‌است. در مجموعه اقوال او که در منابع آورده شده‌است، این موضوعات به چشم می‌خورد: علم، وجد، یقین، مروت، فتوت، محبت، رضا، لوامع، تصوف، طمس، صبر، جمع، تفرقه، مشاهده و غنا.

## آثار
از آثار او امروز نشانه‌ای در دست نیست، اما نام برخی از کتاب‌هایش را می‌توان در پاره‌ای از متون عرفانی پیدا کرد.
ابونصر سرّاج در اللمع تصریح می‌کند که وی کتابی به نام «مشاهده» داشته و با بیان عباراتی از آن، مشخص می‌سازد که خود آن کتاب را دیده بوده‌است.
هجویری نیز کتابی به نام «محبت» را از تصانیف وی برشمرده و دربارهٔ این کتاب چنان سخن می‌گوید که روشن می‌شود این اثر در روزگار هجویری در دسترس بوده‌است.